# Christine Hakim

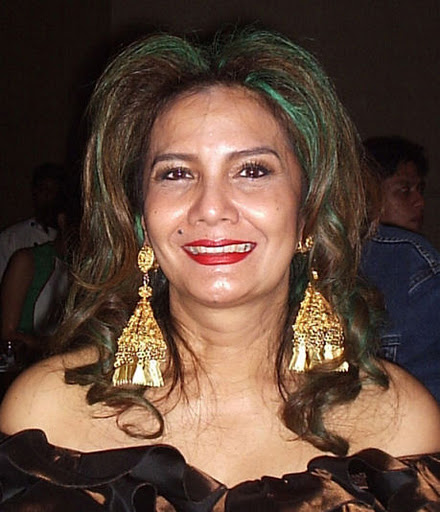
Hakim (2012)

Herlina Christine Natalia Hakim (geb. am 25. Dezember 1956 in Kuala Tungkal, Jambi, Sumatra) ist eine indonesische Schauspielerin, Filmproduzentin und Aktivistin. International bekannt wurde sie durch eine Nebenrolle im Hollywoodfilm Eat Pray Love von 2010. Sie ist seit 2008 Goodwill-Botschafterin für die UNESCO.

## Biographie
Christine Hakim wurde 1956 in Kuala Tungkal in der Provinz Jambi auf Sumatra geboren und wuchs in Yogyakarta auf. Ihre Vorfahren kamen aus Padang, Aceh, Banten, Pekalongan, Madiun und dem Mittlerer Osten. Ihre gemischte Abstammung beschäftigte sie als Kind und Teenager intensiv. Obwohl ihre Eltern gläubige Moslems waren, nannten sie ihre am Weihnachtstag geborene Tochter Christine und Natalia.
Ursprünglich wollte Hakim Architektin oder Psychologin werden, aber sie wurde 1973 für Teguh Karyas Film Cinta Pertama gecastet, nachdem er Model-Fotos von ihr in einem Magazin gesehen hatte. Sie hatte die Fotos machen lassen, um einen Freund zu unterstützen, und eigentlich nicht vor, Schauspielerin zu werden. Später erzählte sie, dass Karya sie „ganz langsam eingeholt habe wie ein Angler einen Fisch“. Ihre Arbeit in Cinta Pertama brachte ihr einen Citra Award als beste Schauspielerin ein, was sie davon überzeugte, weiterzumachen.
Im Folgejahr trat Hakim in einem weiteren Karya-Film Kawin Lari (Elope) auf. Es folgte eine Rolle im 1976 erschienenen Film Sesuatu yang Indah (Something Beautiful) unter der Regie von Wim Umboh, in dem sie erstmals mit der eigenen Stimme auftrat, nachdem ihr in den vorausgegangenen Filmen eine andere Stimme unterlegt worden war, da man Hakims eigene bis dahin als „zu schwer“ abgelehnt hatte. Im Folgejahr trat sie in Badai Pasti Berlalu auf und war auf dem Poster und dem Cover des Soundtrack-Albums abgebildet.

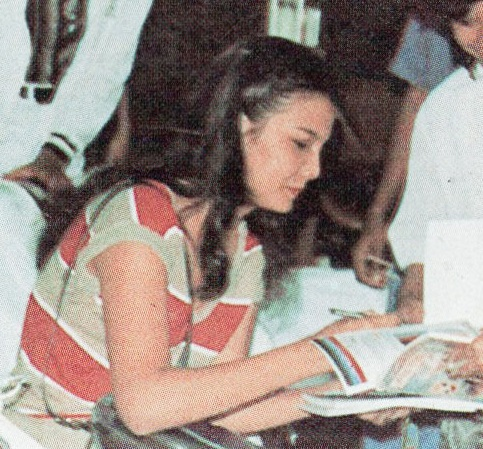
Hakim beim Schreiben von Autogrammen (1982)

Im November 1983 präsentierte Hakim 14 indonesische Filme auf dem Festival des 3 Continents in Nantes; sie selbst wirkte in der Hälfte davon mit. Zwei Jahre wurde sie Beobachterin bei den Filmfestspielen von Cannes, wo sie in Kontakt zu Pierre Risient kam, der später half, ihre Filme nach Cannes zu bringen.
Einer dieser Filme war Eros Djarots Tjoet Nja' Dhien von 1988, in dem Hakim die acehische Guerillaführerin Cut Nyak Dhien verkörperte. Der Film gewann 1989 den Festival-Preis für den besten internationalen Film im Rahmen von Le Semaine de Critique. Hakim beschrieb die Rolle später als ehrenvoll und sehr herausfordernd, sie habe ihr selbst dabei geholfen, Fragen zu ihrer eigenen Identität zu beantworten. Der Film wurde später auch von Indonesien als Kandidat für die Kategorie Bester Internationaler Film bei der 62. Oscarverleihung 1990 eingereicht.
Hakim brachte ihre erste Arbeit als Produzentin, Daun di Atas Bantal (Leaf on a Pillow), in Cannes zehn Jahre später auf die Leinwand. Sie wählte für diesen Film einen jungen Regisseur, Garin Nugroho, dessen Talent sie sehr schätzte; sie selbst übernahm die Hauptrolle. Während der Produktion machte sie einen Fehler, der einen kompletten Neudreh erforderlich machte. Um die Kosten zu senken, hatte sie alle Dosen mit belichtetem Film aufbewahrt, um sie gesammelt an das Entwicklungslabor zu schicken; das Labor teilte ihr mit, dass durch einen technischen Defekt an der Kamera alle Filme unbrauchbar waren und man dies früher hätte entdecken können, wenn sie jede Dose so geschickt hätte, wie sie gefilmt worden war.
Die Produktion von Pasir Berbisik (Whispering Sands) 2001 lief wesentlich reibungsloser. Der Film, den Hakim coproduzierte und in dem sie die Hauptrolle spielte, wurde auf dem Festival du film asiatique in Deauville aufgeführt. Im Folgejahr war Hakim Mitglied der Jury der Cannes-Filmfestspiele an der Seite von Michelle Yeoh. 2005 erhielt sie eine Sonderehrung während der Eröffnungszeremonie des 7ème Festival du film asiatique de Deauville.
2003 startete Hakim mit den Fernsehsendern Rajawali Citra Televisi Indonesia (RCTI) und Metro TV die TV-Show Untukmu Guru (For You, Teacher).
Hakims erste Hollywood-Erfahrung kam 2010, Hakim spielte Wayan, eine balinesisische Jamu-Händlerin, an der Seite von Julia Roberts in Eat Pray Love. Als sie drei Tage vor Drehbeginn in Bali ankam, traf sie sich mit der Frau, deren Charakter der Geschichte zugrunde lag, um sich auf die Rolle vorzubereiten.
Hakim ist auch als Dokumentarfilmerin tätig. Sie drehte eine Dokumentation über die indonesischen UNESCO-Welterbestätten und produzierte einen Film über die indigenen Dayak auf Borneo. 2011 produzierte sie eine Dokumentation über Autismus, die zum Welt-Autismus-Tag veröffentlicht wurde.

## Ehrenamtliche Tätigkeit
Seit den frühen 2000er Jahren betätigte sich Hakim als Aktivistin vor allem im Bildungsbereich und mit einem Fokus auf Autismus. Nach dem Erdbeben im Indischen Ozean 2004 und den Zerstörungen durch den nachfolgenden Tsunami hielt sie sich für viele humanitäre Aktionen in Aceh auf. Später gründete sie die Christine Hakim Feature, eine Stiftung zur Verbreitung von Wissen über Autismus. Sie forderte die Regierung auf, falschen Vorstellungen über Autismus entgegenzutreten, und bezeichnete die Ablehnung autistischer Schüler an öffentlichen Schulen als „Verletzung der Menschenrechte“.
Seit 2008 ist sie für Indonesien als Goodwill-Botschafterin der UNESCO im Bildungsbereich tätig.

## Privates
2000 heiratete Hakim den Niederländer Jeroen Lezer, einen Schauspieler, Filmautoren und Filmhändler. Sie leben mit ihrer Tochter Shena in Cibubur in Ost-Jakarta zusammen mit Hakims Mutter.

## Auszeichnungen (Auswahl)
- 2005 Würdigung als Grande dame des indonesischen Kinos in der Jakarta Post[2]
- 2010 Preis der Fédération Internationale des Associations de Producteurs de Films[1]
- 2010 Auszeichnung für ihr Lebenswerk beim Cinemanila International Film Festival.
- 2011 Würdigung als „Indonesiens bekannteste Schauspielerin“ in der Jakarta Post[3]

### Auszeichnungen beim indonesisches Film-Festival

#### Citra Award für die beste Hauptdarstellerin
- 1974 für Cinta Pertama (1973 film)|Cinta Pertama
- 1977 für Sesuatu yang Indah
- 1979 für Pengemis dan Tukang Becak
- 1983 für Di Balik Kelambu
- 1985 für Kerikil-kerikil Tajam
- 1988 für Tjoet Nja' Dhien

#### Citra Award für die beste Nebenrolle
- 2015 für Pendekar Tongkat Emas
- 2017 für Kartini
- 2020 für Perempuan Tanah Jahanam

## Filmographie (Auswahl)
- Cinta Pertama (First Love; 1973)
- Atheis (Atheist; 1974)
- Sesuatu yang Indah (Something Beautiful; 1977)
- Badai Pasti Berlalu (The Storm Will Surely Pass; 1977)
- Di Balik Kelambu (Behind the Screen; 1982)
- Ponirah Terpidana (Ponirah is Convicted; 1984)
- Kerikil-Kerikil Tajam (Sharp Pebbles; 1984)
- Tjoet Nja' Dhien (1988)
- Sleeping Man (1996)
- Daun di Atas Bantal (Leaf on a Pillow; 1998)
- Pasir Berbisik (Whispering Sands; 2001)
- Puteri Gunung Ledang (Princess of Mount Ledang, 2004)
- Merantau (Find Oneself; 2009)
- Jamila dan Sang Presiden (Jamila and the President; 2009)
- Eat Pray Love (2010)
- Sang Kiai (The Clerics; 2013)
- Pendekar Tongkat Emas (2014) (The Golden Cane Warrior; 2014)
- Kartini (2017)
- Perempuan Tanah Jahanam (2019)
- A Perfect Fit (2021)
- The Last of Us (TV-Serie) (Episode Infected) (2023)[9]